# 총재생산율
총재생산율(Gross reproduction rate, GRR)은 한 여자가 임신 가능 나이까지 생존할 경우 낳을 수 있는 평균 여자 아이의 수를 나타낸 비율로, 그 기간 동안 일련의 연령 특이 생식률과 출생 시의 성비를 따른다는 조건이 붙는다. 이 비율은 사망률이 없다는 가정 아래 모집단의 대치 생식 능력의 척도를 제공한다.
인구의 재생산율은 한 여성이 일생 동안에 몇 명의 여자아이를 낳는지를 나타내는 지수로, 여성이 일생 동안 낳은 여아수의 평균치이며 이것을 총재생산율이라고 하고, 여기서 여아의 생잔율을 감안한(여성의 연령에 따른 사망률을 고려한, 또는 여성이 일생 동안 낳는 여아 중 성인으로 성장하는 수의 평균) 재생산율을 순재생산율이라고 한다.
총재생산율의 대상인 여아는 신생아이고, 여아의 출생부터 가임기가 끝나는 연령의 시점까지 사망하지 않고 모두 생존하는 것으로 가정하여 출산율을 계산한 것이다. 반면 순재생산율은 여아의 출생부터 가임기가 끝나는 연령의 44세까지 연령별 출산력과 사망력을 동시에 고려하여 출생수준을 측정하기 때문에 총재생산율이 순재생산율 보다 다소 높다고 할 수 있다.
총재생산율은 한 세대의 가임여성과 다음 세대의 가임여성을 직접 비교함으로써 인구성장의 잠재적 가능성을 측정하는 개념으로, 한 인구집단의 규모가 앞으로 증가, 감소 또는 현 상태의 유지 중 어느 형태로 나타날 것인가를 평가하는 기준이 되기도 한다. 총재생산율이 1이면 당대의 어머니가 다음 세대의 어머니와 동일함을 의미하는 것이므로 이론상 대체수준에 이르는 것이 되며, 1보다 큰 경우는 인구의 증가, 1보다 작은 경우 인구의 감소를 의미하게 된다.
순재생산율은 여아의 연령별사망률과 동시에 가임연령에 몇 명의 여아를 낳는가를 계산하는 것으로, 순재생산율이 1이면 이론상 완전한 대체 수준에 이르는 것으로 보고, 1보다 크면 인구의 증가, 1보다 작으면 인구의 감소를 의미한다.

## 같이 보기
- 순재생산율
- 저출산
- 합계출산율